# Раконевіце
Раконевіце (пол. Rakoniewice, нім. Rakwitz) — місто в західній Польщі. Адміністративний центр гміни Раконевице.

## Демографія
Демографічна структура станом на 31 березня 2011 року:
|          | Загалом | Допрацездатний вік | Працездатний вік | Постпрацездатний вік |
| -------- | ------- | ------------------ | ---------------- | -------------------- |
| Чоловіки | 1687    | 411                | 1168             | 108                  |
| Жінки    | 1781    | 401                | 1107             | 273                  |
| Разом    | 3468    | 812                | 2275             | 381                  |